# Steve Evets
Steve Evets, nato Steven Murphy (Salford, 26 luglio 1959), è un attore britannico.

## Biografia
Lasciata la scuola, entra nella Marina Militare, ma dopo tre anni ne viene espulso in quanto saltò due volte giù dalla nave in Giappone e passò il suo diciottesimo compleanno in un bordello a Bombay. Nel 1987 l'attore fu gravemente ferito alla faccia da un bicchiere di vetro e accoltellato da alcuni teppisti in un pub che gli causarono la recisione della gola e la perforazione del diaframma, mentre era insieme alla compagna e alla madre durante la Festa della mamma. Dopo aver lavorato brevemente per una compagnia di trasporto tubi, decide di diventare attore. Poiché esisteva già un Steve Murphy nei registri della Equity decise di usare il nome d'arte palindromo Steve Evets.

## Filmografia parziale

### Cinema
- Il mio amico Eric (Looking for Eric), regia di Ken Loach (2009)
- Pirati dei Caraibi - Oltre i confini del mare (Pirates of the Caribbean: On Stranger Tides), regia di Rob Marshall (2011)

### Televisione
- Valle di luna (Emmerdale Farm) - serial TV, 3 episodi (1998-1999)
- Casualty - serie TV, episodio 21x43 (2007)
- Delitti in Paradiso (Death in Paradise) - serie TV, episodio 4x05 (2015)
- The Musketeers - serie TV, episodio 2x05 (2015)
- Girlfriends - serie TV, 5 episodi (2018)